# Joseph Abadie
Joseph Abadie (15 tháng 12 năm 1873, Tarbes - 1934) là một nhà thần kinh học người Pháp được đặt tên cho triệu chứng Abadie.

## Tiểu sử ngắn gọn
Joseph Louis Irenée Jean Abadie ra đời vào năm 1873 ở Tarbes, tỉnh Hautes-Pyrénées, nước Pháp. Ông theo học y khoa tại Đại học Bordeaux, và tốt nghiệp năm 1900. Năm 1918 ông trở thành giáo sư thần kinh học và tâm thần học ở Bordeaux. Các công trình của ông về tabes tủy sống và chứng nghiện rượu. Ông mất vào năm 1934.